# باغبان (فیلم ۱۳۹۱)
باغبان نام فیلم مستندی به کارگردانی محسن مخملباف محصول ۱۳۹۱ است. این فیلم در حیفا تصویربرداری شده است.

## خلاصه داستان
یک فیلم ساز ایرانی و پسرش به اسرائیل سفر می‌کنند، برای تحقیق درباره دیانت بهائی که حدود ۱۷۰ سال پیش در ایران به وجود آمده و اکنون چند میلیون پیرو دارد. پیروان این دیانت از سراسر جهان به شهر حیفا می‌آیند تا در باغی که مرکز این دین است خدمت کنند و از طریق کار در طبیعت خود را صلح طلب بار بیاورند. پدر از طریق همراهی و گفتگو با باغبانی که از پاپوآ گینه نو آمده در می‌یابد که افکار او و دینش با افکار صلح طلبانه و به دور از خشونت کسانی چون گاندی و ماندلا شباهت دارد. برای پدر این سؤال مطرح می‌شود که اگر نگاه دینی اصلاح طلبانه‌ای در ایران وجود داشت آیا حکومت ایران امروز، هنوز به دنبال ساخت بمب اتمی می‌رفت؟ اما پسر عمیقاً معتقد است همه ادیان جز تخریب جهان کاری نکرده‌اند. جدل پدر و پسر بر سر نقش ادیان در زندگی انسان‌ها، راه آن‌ها را از هم جدا می‌کند و هر یک به راهی می‌روند. کارگردان از طریق دو نگاه متفاوت به نقش دین می‌کوشد، تجربه دو نسل ایرانی را در مقوله دین مطرح کند.

## جشنواره‌ها
- جشنواره بین‌المللی فیلم پوسان، کره جنوبی، اکتبر ۲۰۱۲ (میلادی)
- جشنواره بین‌المللی فیلم بیروت، لبنان، اکتبر ۲۰۱۲ (میلادی)[۱]

## بازیگران
- میثم مخملباف
- محسن مخملباف
- ری ریوا اِاُنا مبی
- پائولا اسدی
- گیوم نیاگاتار
- شیریا شیتندرو خوزگادو
- ایاندیوید هوآنگ
- بال کوماری گورونگ

## عوامل فیلم
- تهیه‌کننده: خانه فیلم مخملباف
- کارگردان: محسن مخملباف
- نویسنده: محسن مخملباف
- فیلمبردار: میثم مخملباف
- صدابردار: اسد رضایی
- موسیقی: پائول کولی یر، سالار صمدی
- تدوین: میثم مخملباف
- مسئول آکسسوار: سپهر پناهیان، مژگان تابان
- هماهنگی لوکیشن: رستم بهشتی
- مترجمین: منیب موید، امگد اسکویرز، جمیلا اسکویرز، اکسانا شولگا، آلفردو لموس
- آرشیو: آلیسیا پردو مولینا، لورن شریل
- میکس صدا: کیم یانگ هو
- تصحیح رنگ: جوزف لی (لی مین هو)
- پخش بین‌الملل: ام لاین دیستریبیوشن (کره جنوبی)[۱]